# Polizeiruf 110: Risiko
Risiko ist ein deutscher Kriminalfilm von Thorsten Schmidt aus dem Jahr 2010. Es ist die 314. Folge innerhalb der Filmreihe Polizeiruf 110, der 44. Fall für die halleschen Kommissare Schmücke und Schneider und der zweite Fall für die Oberkommissarin Nora Lindner (Isabell Gerschke).

## Handlung
In einem alten Bergwerkstollen im Harz wird die Leiche der siebzehnjährigen Gymnasialschülerin Nadine Iwanowski gefunden. Die Kommissare Schmücke und Schneider beleuchten zusammen mit Oberkommissarin Lindner zunächst das Umfeld der jungen Frau. Nadine jobbte im Tennisclub. Den Ermittlungen nach muss sie sich unmittelbar nach Arbeitsschluss mit jemandem getroffen haben, der sehr wahrscheinlich auch ihr Mörder ist. Die Kommissare hoffen, durch die Überwachungskamera des Tennisplatzes dem Täter auf die Spur zu kommen, doch sind die entsprechenden Festplatten gestohlen worden. 
Zu Nadines engstem Freundeskreis gehören Patrick Funke und Daniel Reimers, der mit ihr auch ein Liebesverhältnis hatte. Zusammen waren sie als „Troika“ bekannt und sind „durch dick und dünn“ gegangen. Als der Gerichtsmediziner feststellt, dass Nadine in der sechsten Woche schwanger war, gibt das dem Fall eine neue Wendung: mögliche Eifersucht unter den beiden Jungs. Patrick Funke wird vernommen und gibt zu, in Nadine verliebt gewesen zu sein, doch ihre Entscheidung für Daniel habe er akzeptiert, schließlich sei auch Daniel sein bester Freund.
Die Kommissare erfahren, dass Nadines Familie durch den Neubau eines Hauses und den Abschluss eines Versicherungsvertrags in eine finanzielle Schieflage geraten ist. Ehe sie Volker Kanellas, den Leiter der Halleschen Bank und Mitglied im Tennisclub, dazu näher befragen können, wird er in einer Tiefgarage angeschossen. Geschäftlich hat er viel mit Patricks Vater zu tun, der als Finanzdienstleister arbeitet und seine Kunden stets an ihn vermittelt. Die Kriminaltechniker finden auf Kanellas' Computer Aufnahmen der Überwachungskamera des Tennisclubs, die zeigen, wie er gegenüber Nadine zudringlich wird, was auf eine Erpressung hindeutet. Es stellt sich jedoch heraus, dass Nadine zusammen mit Daniel diese Aufnahmen inszeniert hat, um Kanellas unter Druck setzen zu können, damit er ihren Eltern einen Kreditaufschub gewährt. Da Daniel wegen einer Fahrradpanne nicht rechtzeitig am Tennisclub sein konnte, um Nadine zu helfen, eskalierte die Situation und Nadine stürzte. Kanellas, der sie für tot hielt, entsorgte die vermeintliche Leiche mit der Hilfe von Patricks Vater in einem Stollen, den Richard Funke von seinen Ausflügen als Hobby-Tierfotograf kennt. Als Patrick und Daniel in Nadines Sinn versuchen, Kanellas zur Verlängerung des Kredits für Nadines Eltern zu bewegen, indem sie ihm versprechen, die Aufnahmen der Überwachungskamera zu vernichten, erkennt Kanellas, dass Nadine ihn manipuliert hat, und schlägt Daniel zusammen. Patrick sieht keine andere Möglichkeit, als mit der Pistole, die Nadine für die Absicherung ihres Vorhabens besorgt hatte, auf Kanellas zu schießen.

## Hintergrund
Risiko wurde von Saxonia Media Filmproduktion im Auftrag des MDR produziert und in Halle und in der Umgebung von Halle gedreht. Am 15. August 2010 erfolgte die Deutsche Erstausstrahlung im Ersten zur Hauptsendezeit. Detlev Buck hat in diesem Polizeiruf eine Gastrolle als Rechtsanwalt Dr. Retzlaff.

## Rezeption

### Einschaltquote
Die Erstausstrahlung des Polizeiruf Risiko am 15. August 2010 wurde in Deutschland insgesamt von 8,22  Millionen Zuschauern gesehen. Damit wurde ein Marktanteil von 25,4 Prozent erreicht.

### Kritik
Rainer Tittelbach von tittelbach.tv meint anerkennend: „Es geht aufwärts mit dem ‚Polizeiruf‘ aus Halle. Die Frischzellenkur, die dem altväterlichen Duo Jaecki Schwarz und Wolfgang Winkler […] verpasst wurde, setzt sich […] fort. Zwar wird der Generationenkonflikt arg biedermännisch angegangen – aber selbst dafür ist man schon dankbar im ‚Polizeiruf‘-Ost-Ableger mit seinem Muppet-Show-liken Nörgel-Duo. Drei oft parallel ermittelnde Kommissare im Allgemeinen und Lindner alias Gerschke im Besonderen bringen Tempo in die Geschichte, die trotz enormer Handlungsdichte sich nicht verliert im Ungefähren, sondern immer wieder – oft mit hartem Schnitt – in neue Situationen überspringt. Der für MDR-‚Polizeiruf‘-Verhältnisse junge Regisseur Thorsten Schmidt (‚Deadline‘) tut dem dramaturgischen Konzept gut.“
Die Kritiker der Fernsehzeitschrift TV Spielfilm vergaben eine mittlere Wertung (Daumen zur Seite) und merkten kritisch an, für die „hausbackene Folge gäbe es nicht mal einen Hörspielpreis“. Das Fazit lautete: „Infarktrisiko besteht hier jedenfalls nicht“.